# Amicus curiae
Un amicus curiae (amic de la cort o amic del tribunal) és una expressió llatina utilitzada per referir-se a presentacions realitzades per tercers aliens a un litigi, que ofereixen voluntàriament la seva opinió enfront d'algun punt de dret o un altre aspecte relacionat, per col·laborar amb el tribunal en la resolució de la matèria objecte del procés.
La informació proporcionada pot consistir en un escrit amb una opinió legal, un testimoni no sol·licitat per cap part o un informe en dret sobre la matèria del cas. La decisió sobre l'admissibilitat d'un amicus curiae queda, generalment, lliurada a l'arbitri del respectiu tribunal.
Els antecedents més remots de la figura de l'amicus curiae es troben a l'antiga Roma. Al començament del segle ix, aquesta institució de dret romà, s'hauria anat incorporant a la pràctica judicial d'Anglaterra. Des d'Anglaterra es va estendre als diversos països de tradició anglosaxona, esdevenint un element característic del common law per resoldre causes d'interès públic, en què es presenten posicions molt polèmiques o controvertides.
Actualment aquesta figura s'ha estès més enllà del dret anglosaxó, primer als òrgans internacionals de protecció dels drets humans (comissions i tribunals internacionals) i, a partir d'aquestes pràctiques de Dret internacional, s'ha incorporat en països que abans no l'acollien (especialment de Dret continental).